# Helena Zoll-Adamikowa
Helena Zoll-Adamikowa (ur. 27 marca 1931 w Poznaniu, zm. 7 września 2000) – polska historyk i archeolog, profesor zwyczajny nauk humanistycznych. 

## Życiorys
Studiowała na Uniwersytecie Jagiellońskim i Poznańskim (poprzedniku UAM w Poznaniu), w latach 1950-1953 była asystentką w PAU w Krakowie, następnie na Zamku Królewskim na Wawelu, by od 1962 roku pracować w Oddziale Instytutu Archeologii i Etnologii PAN w Krakowie. Zajmowała się wczesnym średniowieczem, w szczególności rytuałami pogrzebowymi Słowian.

## Wybrana twórczość
- Wczesnośredniowieczne cmentarzyska szkieletowe Małopolski, cz. I. Źródła. Wrocław-Warszawa-Kraków 1966.
- Wczesnośredniowieczne cmentarzyska szkieletowe Małopolski, cz. II. Analiza. Wrocław-Warszawa-Kraków-Gdańsk 1971
- Wczesnośredniowieczne cmentarzyska ciałopalne Słowian na terenie Polski, cz. I. Źródła. Wrocław–Warszawa–Kraków–Gdańsk 1979
- Wczesnośredniowieczne cmentarzyska ciałopalne Słowian na terenie Polski, cz. II. Analiza, wnioski. Wrocław–Warszawa–Kraków–Gdańsk 1992.
- Zur Chronologie der awarenzeitlichen Funden aus Polen. w: K. Godłowski (red.): Probleme der relativen und absoluten Chronologie ab Latènzeit bis zum Frühmittelalter. Kraków, 297–315. 1996